# Basilikon

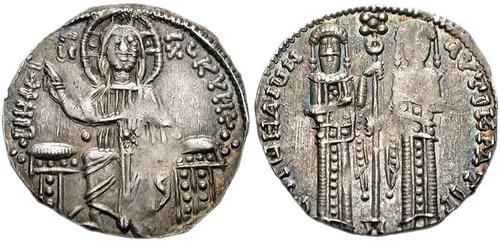
Eines der ersten Basilika, die herausgegeben wurden. Es zeigt einen sitzenden Christus und die stehenden Figuren von Andronikos II. und Michael IX., die zwischen ihnen ein Labarum halten. Die Umschrift lautet ΘΕΕ ΒΟΗΘΕΙ ΑΥΤΟΚΡΑΤΟΡΕϹ ΡΩΜΑΙΩΝ („Gott helfe den Kaisern der Römer“).

Das Basilikon (griechisch βασιλικόν [νόμισμα] basilikón [nómisma] „kaiserliche [Münze]“), allgemein auch Doukaton (δουκάτον) genannt, war eine weit verbreitete byzantinische Silbermünze aus der ersten Hälfte des 14. Jahrhunderts. Ihre Einführung markierte die Rückkehr zur weit verbreiteten Verwendung von Silbermünzen im Byzantinischen Reich und kündigte die völlige Abkehr von den Goldmünzen um die Mitte des Jahrhunderts an.

## Geschichte

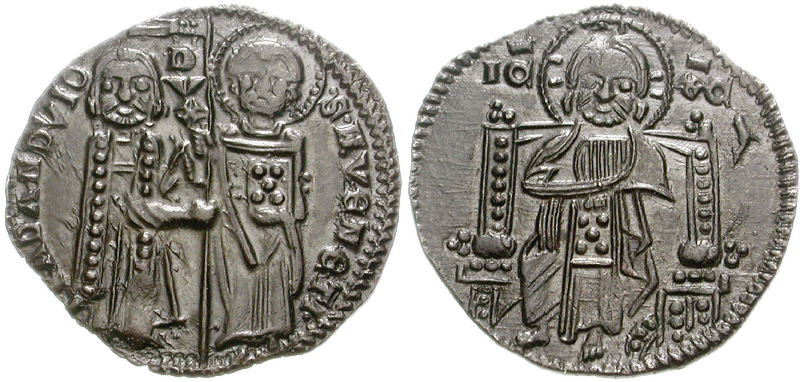
Silberner venezianischer Grosso (Matapan) von Francesco Dandolo, um circa 1328. Die Ähnlichkeit der Ikonographie mit dem Basilikon ist offensichtlich.

Das Basilikon wurde kurz vor 1304 von Kaiser Andronikos II. Palaiologos in direkter Nachahmung des venezianischen Silberdukaten oder Grosso eingeführt, hauptsächlich um die Söldner der katalanischen Kompanie zu bezahlen. Die byzantinische Münze folgte eng der Ikonographie des venezianischen Vorbilds, mit einem sitzenden Christus auf der Vorderseite und den beiden stehenden Figuren von Andronikos II. und seinem Sohn und Mitkaiser Michael IX. Palaiologos anstelle von Markus und dem Dogen von Venedig auf der Rückseite. Die Ähnlichkeit wurde durch den Namen der neuen Münze verstärkt: Aus dem Ducato, der „Münze des Dogen“, wurde das Basilikon, die „Münze des Basileus“, obwohl die zeitgenössischen griechischen Quellen beide meist Doukaton nennen.
Das Basilikon bestand aus hochwertigem Silber (Feingehalt 0,920), war flach und nicht konkav wie andere byzantinische Münzen, wog 2,2 Gramm und wurde offiziell zu einem Kurs von 1 zu 12 mit dem goldenen Hyperpyron oder zwei Keratia gehandelt, dem traditionellen Kurs für byzantinische Silbermünzen seit der Zeit des Hexagramma und des Miliaresion. Der tatsächliche Kurs war jedoch üblicherweise niedriger und schwankte je nach dem sich ändernden Silberpreis: Zeitgenössische Quellen geben tatsächliche Kurse von 12,5, 13 oder 15 Basilika für das Hyperpyron an. Es sind auch Beispiele von Halbbasilika bekannt, die geprägt wurden.
In den 1330er und 1340er Jahren wurde das Gewicht des Basilikons jedoch aufgrund eines Silbermangels in ganz Europa und dem Mittelmeerraum stark reduziert und sank bis Ende der 1340er Jahre auf 1,25 Gramm. In den 1350er Jahren wurde es nicht mehr geprägt und um 1367 durch das neue, schwerere Stavraton ersetzt.